# Paul Bécue
Paul Bécue, né le  10 décembre 1904 à Sebourg et mort le 19 juillet 1980 à Eth, est un agriculteur et un homme politique français.

## Biographie
Agriculteur à Eth, Paul Bécue est élu conseiller municipal de cette commune en 1935, puis maire en 1937. Pendant la seconde guerre mondiale, il est mobilisé, puis fait prisonnier.
Ce n'est cependant qu'avec le retour de Charles de Gaulle au pouvoir que sa carrière politique prend une plus large dimension.  Élu en 1958 conseiller général du Nord, dans le canton de Quesnoy-Est, il se présente, sous l'étiquette de l'Union pour la Nouvelle République, aux législatives de novembre. Il obtient le soutien du MRP, du CNI et du Parti Radical, et est élu, battant largement le ministre et député sortant socialiste Eugène Thomas.
À l'assemblée, il s'intéresse essentiellement aux questions agricoles, sans développer une activité très soutenue. Comme la plupart des députés gaullistes, il apporte un soutien systématique à la politique du gouvernement.
Réélu de justesse en 1962, il est secrétaire de l'assemblée nationale jusqu'en 1964, puis secrétaire de la commission de la production et des échanges. Son travail parlementaire est toujours essentiellement consacré aux questions agricoles.
En 1967, il perd son siège de député, battu par le communiste Didier Eloy, qu'il n'avait distancé que de quelques centaines de voix cinq ans plus tôt.
Il se consacre alors à ses mandats locaux de conseiller général, jusqu'en 1976, et de maire d'Eth, jusqu'à sa mort en 1980.